# 紐波特11戰鬥機
紐波特11戰鬥機是法國在第一次世界大戰早期推出的雙翼戰鬥機，因其機體細小而被稱為「嬰兒」，它是由紐波特飛機公司研製的，成立於1902年的紐波特飛機公司由1909年開始造飛機，該公司由紐波特兄弟創立但兩兄弟後來都在飛行事故當中死去，公司由他人接手，而在推出紐波特11戰鬥機後該公司才在航空界打響名堂並開創了「紐波特皇朝」。

## 設計
紐波特11戰鬥機機身細小，全機的重心皆集中在機頭，其起落架就很接近機頭之下，這種設計令它有良好的飛行穩定性，機翼設計而採用上機翼比下機翼闊，上下機翼以V形支柱連接，這樣的設計兼備了雙翼機的轉彎靈活性和單翼機的高速度，這樣的設計被稱為「一翼半」，後來德國信天翁D-III/D-V戰鬥機也採用了這種設計，但這令紐波特11戰鬥機和信天翁D-III/D-V戰鬥機機翼結構較為脆弱尤其是下機翼，在實戰期間曾發生多次機翼斷裂事故。
紐波特11戰鬥機的設計是成功的，其飛行性能優秀，之後該公司推出的戰鬥機都是以此為基礎加大發動機馬力、或者延長機翼或者改良生產工藝，其缺點是機槍仍架在機翼上方，令飛行員瞄準和上彈皆比較麻煩。

## 基本資料
- 機長：5.8米
- 翼展：7.55米
- 機高：2.4米
- 翼面積：13平方米
- 空重：344公斤
- 載重：480公斤

- 發動機：1俱9汽缸風冷式發動機（馬力=80匹）
- 最快時速：156公里/小時
- 昇限：4600米
- 航程：330公里
- 武裝：1支架在機翼上方的8毫米口徑霍奇克斯M1914重機槍或7.7毫米口徑路易士機槍
- 乘員：1人

## 實戰
當紐波特11戰鬥機剛推出時，英國皇家海軍航空隊就測試此機並發表「它飛起來就像駕著掃把的巫婆一樣輕快」，認為它比當時的英國戰鬥機要好，1915年年底，紐波特11戰鬥機大量出現在西線、東線和南線奧意戰區，面對當時德國空軍福克E單翼戰鬥機，紐波特11戰鬥機除了火力之外，其飛行性能並不吃虧而結束了「來自福克的災難」，而在實戰當中也曾試過掛上8發空對空火箭攻擊德軍齊柏林飛船，祇是效果並不好，火箭的電擊發裝置容易故障而且破壞力無預期的大，而在南線奧意戰區，意大利空軍飛行員主要駕駛紐波特11戰鬥機對付奧匈帝國空軍的信天翁D戰鬥機，意大利還為此拿了生產權生產了450架。

## 使用國家

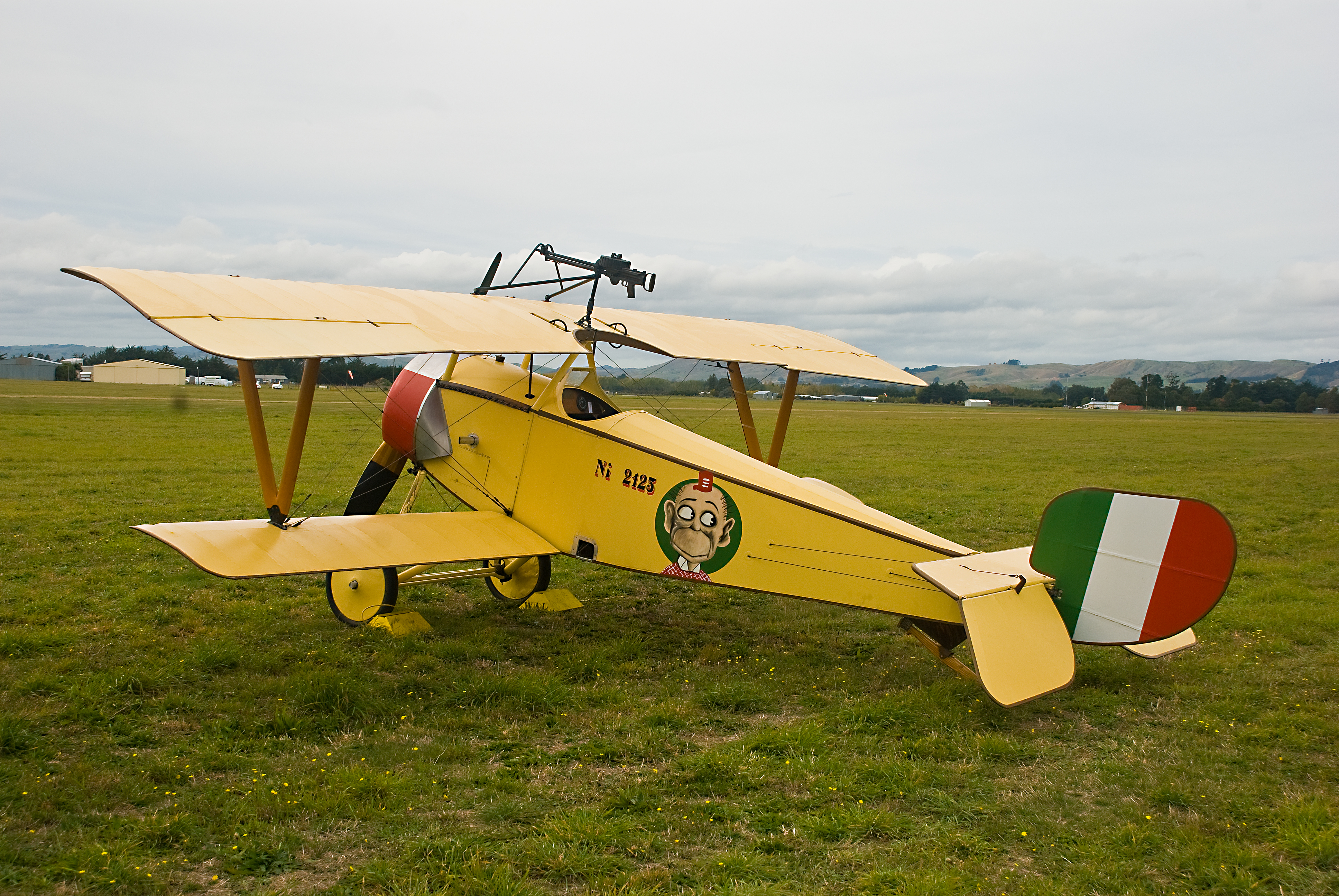
意大利空軍的紐波特11戰鬥機

- 法國(生產國)
- 比利时
- 義大利王國
- 荷蘭
- 羅馬尼亞
- 俄罗斯帝国
- 英国